# Liste de jeux vidéo Détective Conan
Cet article répertorie les jeux vidéo basés sur le manga et série animée Détective Conan.